# Jeanette Lee
Jeanette Lee (geboren als Lee Jin-Hee, Hangul: 이진희; * 9. Juli 1971 in Brooklyn, New York City) ist eine US-amerikanische Poolbillardspielerin koreanischer Abstammung. Sie wurde 1993 und 1994 Vizeweltmeisterin in der Disziplin 9-Ball und gewann 2001 die Goldmedaille bei den World Games.

## Leben
Lee begann 1989 mit dem Billardspiel. In den 1990er Jahren wurde sie zur Nummer 1 der Poolbillardspielerinnen weltweit und erhielt 1998 die Auszeichnung „Women's Professional Billiard Association (WPBA) Sportsperson of the Year“. Sie war dreimal Vizeweltmeisterin bei den Neunball-Weltmeisterschaften (Frauen), von 1993 bis 1996. Zusätzlich zu vielen Top-Platzierungen auf der WPBA-Tour gewann sie die Goldmedaille für die Vereinigten Staaten bei den World Games 2001 in Akita, Japan, und gewann das 25.000 US-Dollar teure Tournament of Champions der Damen zweimal, 1999 und 2003. Lee schrieb auch das Buch The Black Widow’s Guide to Killer Pool.
Im Jahr 2001 forderte Lee Efren Reyes in Manila, Philippinen, zu einem Race-to-13-Schaukampf im Neunball heraus, verlor aber mit 4:13.
Im Jahr 2007 wurde sie auf Platz 4 in der Umfrage „Fans’ Top 20 Favorite Players“ des Pool & Billiard Magazine gewählt.
Im Jahr 2013 wurde Lee in die Billiard Congress of America Hall of Fame aufgenommen.

## Titel
- 2007 International Skins Billiard Championship
- 2007 Skins Billiards Champion
- 2007 World Team Cup Champion
- 2007 Empress Cup Champion
- 2005 China Invitational Champion
- 2004 BCA Open Champion
- 2004 Atlanta Women’s Open
- 2004 ESPN Ultimate Challenge
- 2004 International Trick Shot Champion
- 2004 Women’s Trick Shot World Champion
- 2004 WPBA Florida Classic Hard Rock Casino Champion
- 2003 Tournament of Champions Champion
- 2001 Gold Medalist for the United States in the World Games
- 1999 ESPN Ultimate Shootout
- 1999 ESPN Ladies’ Tournament of Champions
- 1998 WPBA Penn Ray Classic
- 1998 WPBA Cuetec Cues Hawaii Classic
- 1997 WPBA Huebler Classic
- 1997 WPBA Olhausen Classic
- 1996 WPBA BCA Classic
- 1995 WPBA Olhausen Classic
- 1995 WPBA Brunswick Classic
- 1994 WPBA U.S. Open 9-Ball
- 1994 WPBA Baltimore Billiards Classic
- 1994 WPBA Kasson Classic
- 1994 WPBA San Francisco Classic
- 1994 WPBA Nationals

## Auszeichnungen
- 2007 Pool & Billiard Magazine Fans’ Top 20 Favorite Players, #4
- 2001, 2003, 2005, 2007 Ranked one of the Most Powerful People in the Sport by Billiards Digest
- 1998 WPBA Sportsperson of the Years
- 1994 WPBA Player of the Year
- Formerly ranked #1 in the World and Player of the Year by Billiards Digest and Pool & Billiards Magazine

## Spitzname
Ihre Freunde gaben ihr den Spitznamen „Schwarze Witwe“, weil sie trotz ihres netten Auftretens „die Leute bei lebendigem Leibe auffrisst“, wenn sie an einen Billardtisch kommt.